# 트레이시 라이트
트레이시 라이트(Tracy Wright, 1959년 12월 7일 ~ 2010년 6월 22일)는 캐나다의 연극 배우, 영화배우, 배우, 창작자이다.
토론토에서 태어났다.

## 영화
- 트리거 (2010년)
- 유 아 히어 (2010년)
- 브로큰 러브송 (2010년) - 박스 오피스 우먼 역
- 레슬리, 내 이름은 악마 (2009년) - 레슬리 엄마 역
- 올 햇 (2007년)
- 몽키 워페어 (2006년)
- 차일드스타 (2004년)
- 클레어 작전 (2001년) - 스위니 형사 역
- 슈퍼스타 (1999년)
- 도그 파크 (1998년)
- 라스트 나잇 (1998년)
- 밤이 기울면 (1995년) - 토리 역
- 하이웨이 61 (1991년) - 마고 역